# Auguste Devaux
Auguste Devaux (Saint-Hubert, 11 februari 1878 - 11 november 1955) was een Belgisch senator.

## Levensloop
Devaux, houthakker en klompenmaker (een specialiteit van de streek), werd socialistisch militant en vakbondssecretaris in Saint-Hubert. 
In Awenne bij Saint-Hubert, het dorp waar de klompenmakers geconcentreerd waren, organiseerde hij in 1896 een eerste samenkomst die aan de basis lag van de oprichting van een coöperatieve voor de productie van klompen.
In april 1899 stichtte hij de Ligue ouvrière de Saint-Hubert en in 1901 een socialistische cel voor organisatie en propaganda. 
In 1926 werd op zijn initiatief een gebouw aangekocht dat het Volkshuis van Saint-Hubert werd en door Emile Vandervelde werd ingehuldigd.
In 1917 werd hij voor de Belgische Werkliedenpartij gemeenteraadslid van zijn gemeente en van 1921 tot 1936 was hij provincieraadslid. Hij werd senator voor het arrondissement Aarlen en vervulde dit mandaat tot in 1939. Omdat hij als eerste opvolger op de lijst voorkwam, werd hij in september 1944 opnieuw senator in opvolging van de tijdens de oorlog overleden Daniel Clesse. Hij behield dit mandaat tot aan de wetgevende verkiezingen van 1946. 
Er is een Place Auguste Devaux in Saint-Hubert.